# Affiquet
Un affiquet est un accessoire utilisé pour tricoter.

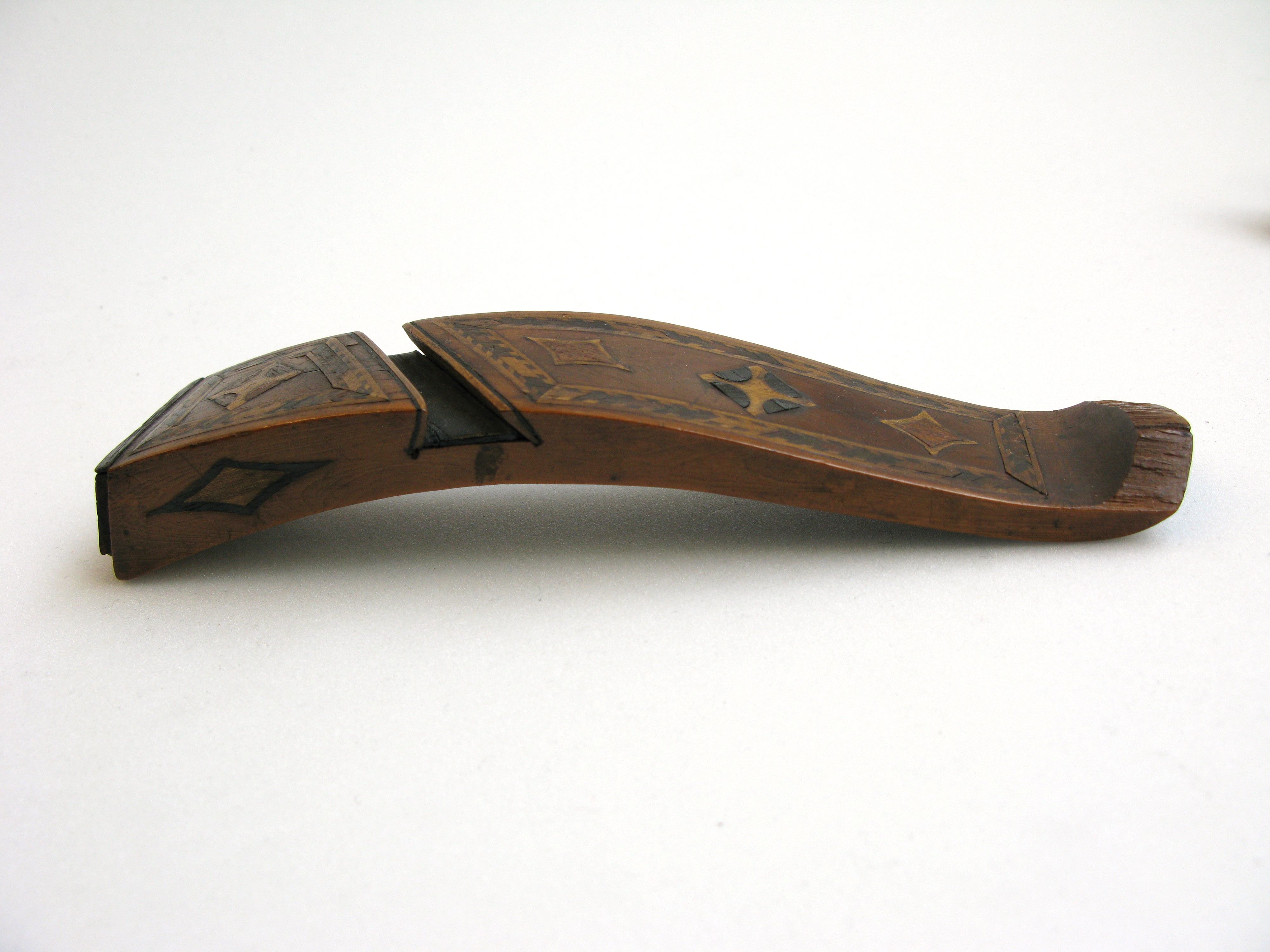
Affiquet, datant du début du XIXe siècle

## Utilisation
L'usage des affiquets était très répandu en Europe, au moins jusqu'au XIXe siècle. Ils étaient utilisés pour le tricot à plat, mais aussi pour le tricot circulaire et permettaient aux tricoteurs de ne pas avoir à tenir les deux aiguilles de travail, ce qui permettait une exécution rapide et facilitait le tricot en marchant. Les formes des affiquets étaient relativement variées, se présentant comme un tube en bois où insérer l'une des aiguilles ou comme un objet présentant une bifurcation ou appuyer son aiguille. Les affiquets était parfois très artistiquement sculptés.  Les affiquets étaient maintenus en place par la ceinture du tricoteur ou tenus sous le bras comme un fuseau. Il semble que les affiquets n'étaient pas utilisés en Europe de l'est car on n'en a pas retrouvé d'exemplaire.    
Les affiquets ne sont plus utilisés dans le tricot contemporain. Leur usage était très lié au tricot à la main à des fins commerciales. Ce type de production a quasiment disparu avec l'industrialisation et la diffusion des machines à tricoter. Les collections des musées en conservent cependant de très nombreux exemplaires. Ils sont par ailleurs l'objet de collections.